# Linköping
Linköping ([ˈlɪnɕøːpɪŋ]ⓘ) es una ciudad localizada al sur de Suecia. Sede del municipio de Linköping con 146.154 habitantes (2010) y la capital de la provincia de Östergötland. Linköping es también la sede episcopal de la diócesis de Linköping (Iglesia de Suecia).
Linköping es el centro de una antigua región cultural y celebró su 700.º aniversario en 1987. Hoy en día Linköping es conocido por la Universidad de Linköping y su industria tecnológica. Dominando el horizonte de la ciudad desde una gran distancia se encuentra la torre de la catedral. 
La ciudad está situada al sur del lago Roxen donde la carretera principal desde Estocolmo hacia Helsingborg cruza el río Stångån.
Esta carretera era parte de la ruta Eriksgata que el nuevo rey electo tenía que recorrer de acuerdo con la ley sueca medieval. En la red de carreteras del siglo XX, al principio se llamaba Riksettan (autopista nacional 1). Actualmente se denomina E4 y ha sido desdoblada para rodear la ciudad por el norte. Otra contribución a las excelentes comunicaciones de Linköping es su situación en la principal vía férrea que conecta Estocolmo con Malmö y la capital danesa Copenhague. También tiene un aeropuerto secundario.

## Clima
| Parámetros climáticos promedio de Linköping-Malmslätt (a 5 km al oeste del centro de la ciudad) 2002–2015; extremos desde 1901; precipitación 1961–1990 | Parámetros climáticos promedio de Linköping-Malmslätt (a 5 km al oeste del centro de la ciudad) 2002–2015; extremos desde 1901; precipitación 1961–1990 | Parámetros climáticos promedio de Linköping-Malmslätt (a 5 km al oeste del centro de la ciudad) 2002–2015; extremos desde 1901; precipitación 1961–1990 | Parámetros climáticos promedio de Linköping-Malmslätt (a 5 km al oeste del centro de la ciudad) 2002–2015; extremos desde 1901; precipitación 1961–1990 | Parámetros climáticos promedio de Linköping-Malmslätt (a 5 km al oeste del centro de la ciudad) 2002–2015; extremos desde 1901; precipitación 1961–1990 | Parámetros climáticos promedio de Linköping-Malmslätt (a 5 km al oeste del centro de la ciudad) 2002–2015; extremos desde 1901; precipitación 1961–1990 | Parámetros climáticos promedio de Linköping-Malmslätt (a 5 km al oeste del centro de la ciudad) 2002–2015; extremos desde 1901; precipitación 1961–1990 | Parámetros climáticos promedio de Linköping-Malmslätt (a 5 km al oeste del centro de la ciudad) 2002–2015; extremos desde 1901; precipitación 1961–1990 | Parámetros climáticos promedio de Linköping-Malmslätt (a 5 km al oeste del centro de la ciudad) 2002–2015; extremos desde 1901; precipitación 1961–1990 | Parámetros climáticos promedio de Linköping-Malmslätt (a 5 km al oeste del centro de la ciudad) 2002–2015; extremos desde 1901; precipitación 1961–1990 | Parámetros climáticos promedio de Linköping-Malmslätt (a 5 km al oeste del centro de la ciudad) 2002–2015; extremos desde 1901; precipitación 1961–1990 | Parámetros climáticos promedio de Linköping-Malmslätt (a 5 km al oeste del centro de la ciudad) 2002–2015; extremos desde 1901; precipitación 1961–1990 | Parámetros climáticos promedio de Linköping-Malmslätt (a 5 km al oeste del centro de la ciudad) 2002–2015; extremos desde 1901; precipitación 1961–1990 | Parámetros climáticos promedio de Linköping-Malmslätt (a 5 km al oeste del centro de la ciudad) 2002–2015; extremos desde 1901; precipitación 1961–1990 |
| Mes | Ene. | Feb. | Mar. | Abr. | May. | Jun. | Jul. | Ago. | Sep. | Oct. | Nov. | Dic. | Anual |
| --- | --- | --- | --- | --- | --- | --- | --- | --- | --- | --- | --- | --- | --- |
| Temp. máx. abs. (°C) | 11.7 | 14.3 | 18.7 | 26.9 | 30.5 | 34.5 | 34.3 | 34.6 | 28.2 | 21.6 | 15.0 | 12.5 | 34.6 |
| Temp. máx. media (°C) | 0.5 | 0.7 | 5.2 | 11.8 | 16.4 | 20.0 | 22.6 | 21.3 | 16.9 | 10.3 | 5.5 | 2.2 | 11.1 |
| Temp. media (°C) | -2.2 | -2.2 | 1.0 | 6.2 | 10.8 | 14.3 | 17.3 | 16.3 | 12.2 | 6.7 | 3.0 | -0.5 | 6.9 |
| Temp. mín. media (°C) | -4.9 | -5.1 | -3.2 | 0.6 | 5.2 | 8.7 | 12.0 | 11.2 | 7.5 | 3.1 | 0.4 | -3.2 | 2.6 |
| Temp. mín. abs. (°C) | -32.0 | -30.4 | -27.0 | -16.0 | -5.2 | -1.4 | 3.0 | 1.2 | -4.3 | -11.1 | -18.3 | -27.6 | -32.0 |
| Precipitación total (mm) | 35.4 | 23.8 | 28.5 | 31.0 | 37.5 | 44.5 | 65.7 | 61.1 | 58.8 | 44.3 | 46.0 | 39.3 | 515.9 |
| Fuente n.º 1: SMHI | | | | | | | | | | | | | |
| Fuente n.º 2: SMHI Monthly Data 2002–2015 | | | | | | | | | | | | | |

## Historia

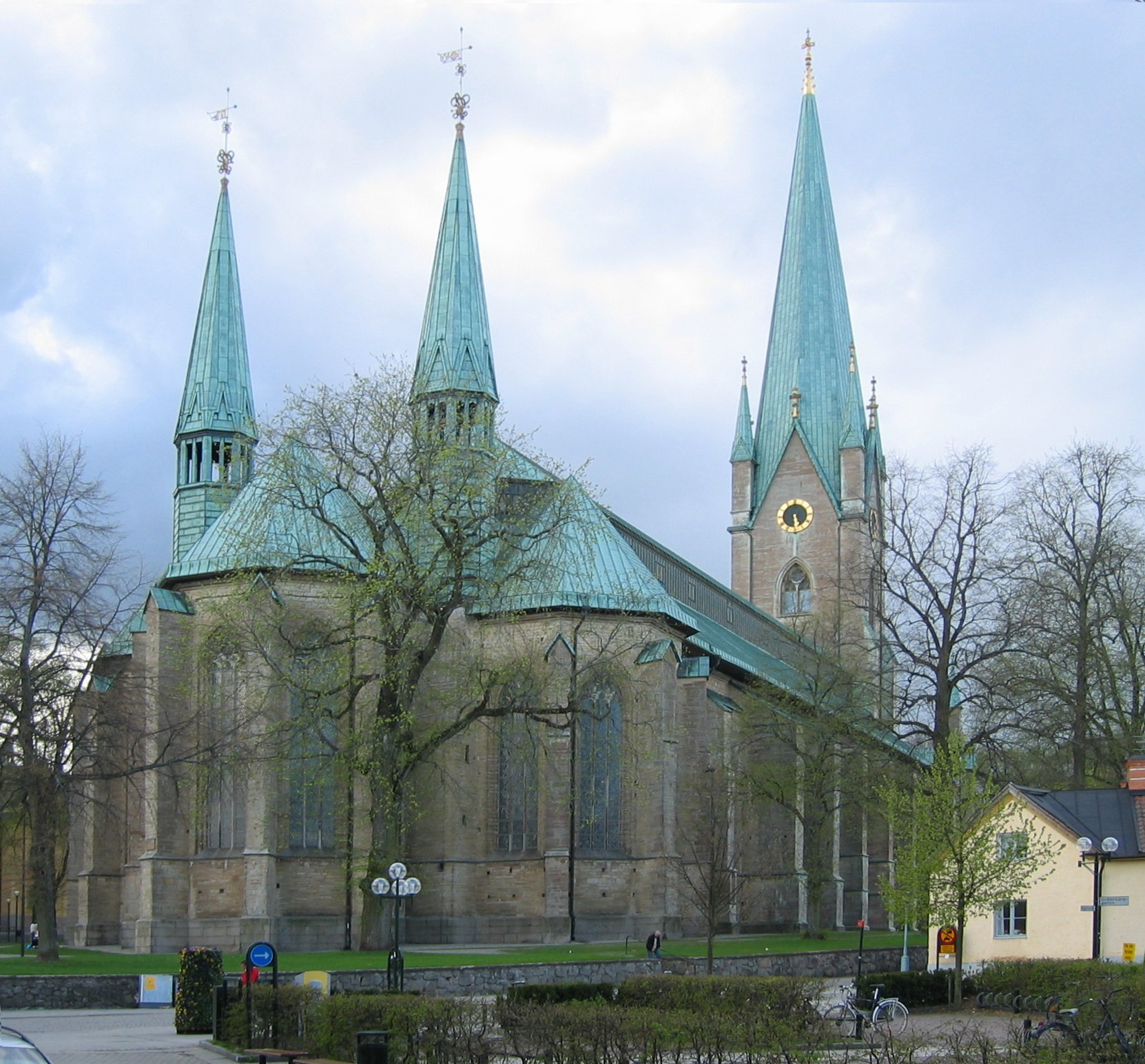
Catedral de Linköping.

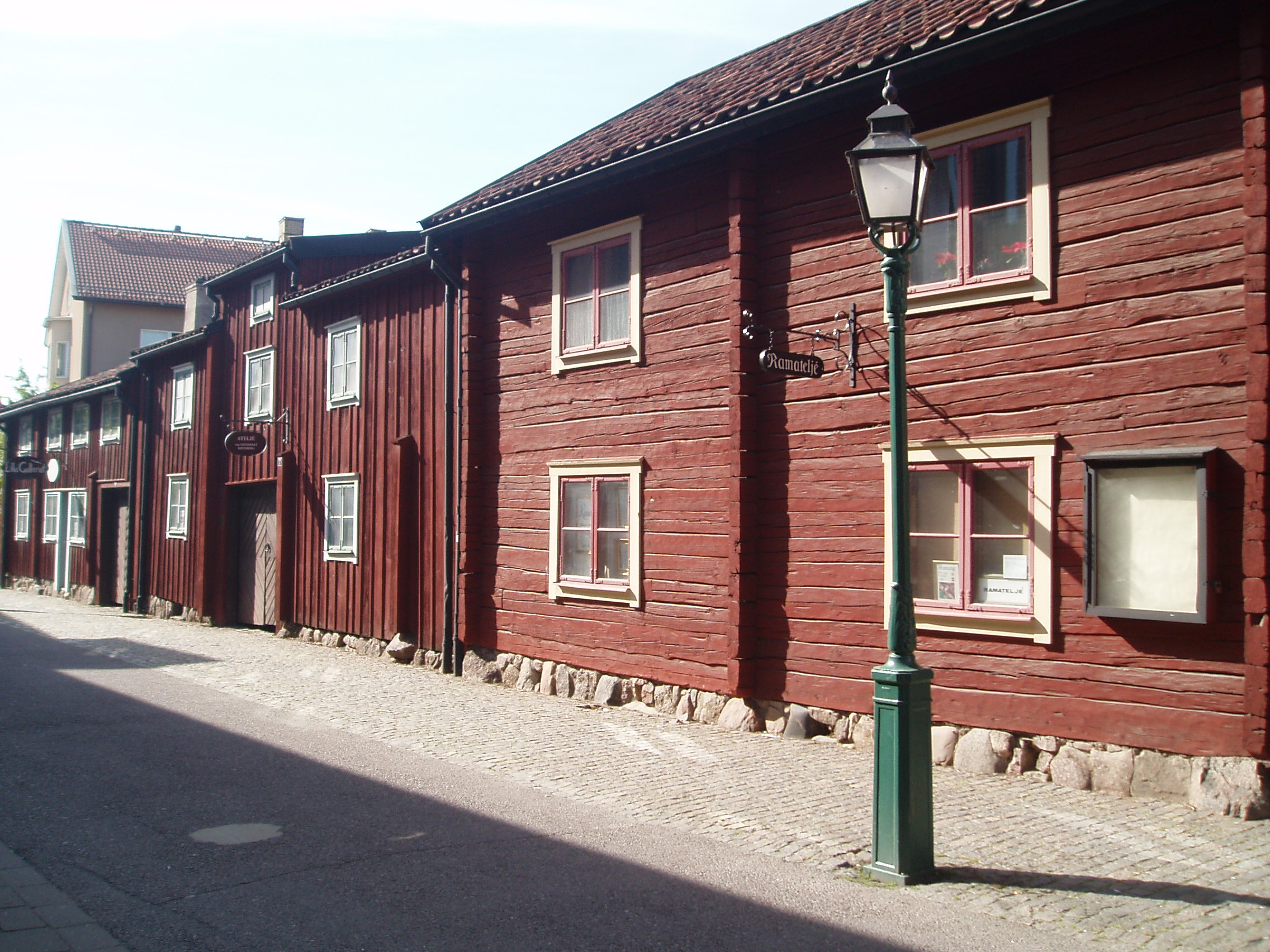
Hunnebergsgatan: Calle antigua en Linköping.

El nombre de la ciudad probablemente proviene de la asamblea Lionga ting que, de acuerdo con la ley ostrogoda medieval era la asamblea más importante de Östergötland. La localización exacta de la Lionga es desconocida, pero se encontraba en algún lugar a lo largo de Eriksgata.
Históricamente, Linköping es famosa por ser una muy antigua diócesis, la segunda de Suecia (dentro de sus fronteras anteriores a 1658) solo por detrás de Skara. La primera vez que se menciona esta diócesis es en 1104 en la llamada "Lista de Florencia" (Lionga. Kaupinga). El monasterio de Vreta Kloster cerca del lago Roxen al norte de Linköping fue establecido en 1128, y las partes más antiguas de la catedral son del siglo XII. En numerosas ocasiones, hubo intentos de crear una archidiócesis sueca separada con sede en Linköping, aunque esto se consiguió en 1164, Upsala fue la elegida.
Los centros religiosos tendían a convertirse en centros educativos, y Linköping no fue una excepción. Pueden ser localizados vestigios de una escuela catedralicia desde 1266. En 1627 fue fundada la actual Katedralskolan, haciendo que sea el segundo gymnasium más antiguo de Suecia.  
Además, Linköping fue la sede del acuerdo final sobre la disputa entre el rey Segismundo III Vasa y su tío el Duque Carlos, vencedor en la batalla de Stångebro (hoy un campo de deportes cerca de Linköping) el 25 de septiembre de 1598. Esto llevó al ascenso al trono de Carlos (de facto en el Riksdag en Linköping en 1600 y formalmente cuatro años más tarde) y al final de la breve Unión sueco-polaca, así como a la ejecución de cinco de los opositores a Carlos en la plaza mayor de Linköping el 20 de marzo de 1600, en el conocido como Baño de sangre de Linköping.
Linköping fue una ciudad relativamente pequeña hasta 1937, cuando fue creada la industria aeronáutica Saab, iniciando un periodo de rápida expansión. La Universidad de Linköping fue fundada en los años 60. Hoy la ciudad es un centro de alta tecnología e industria del software.

## Cultura

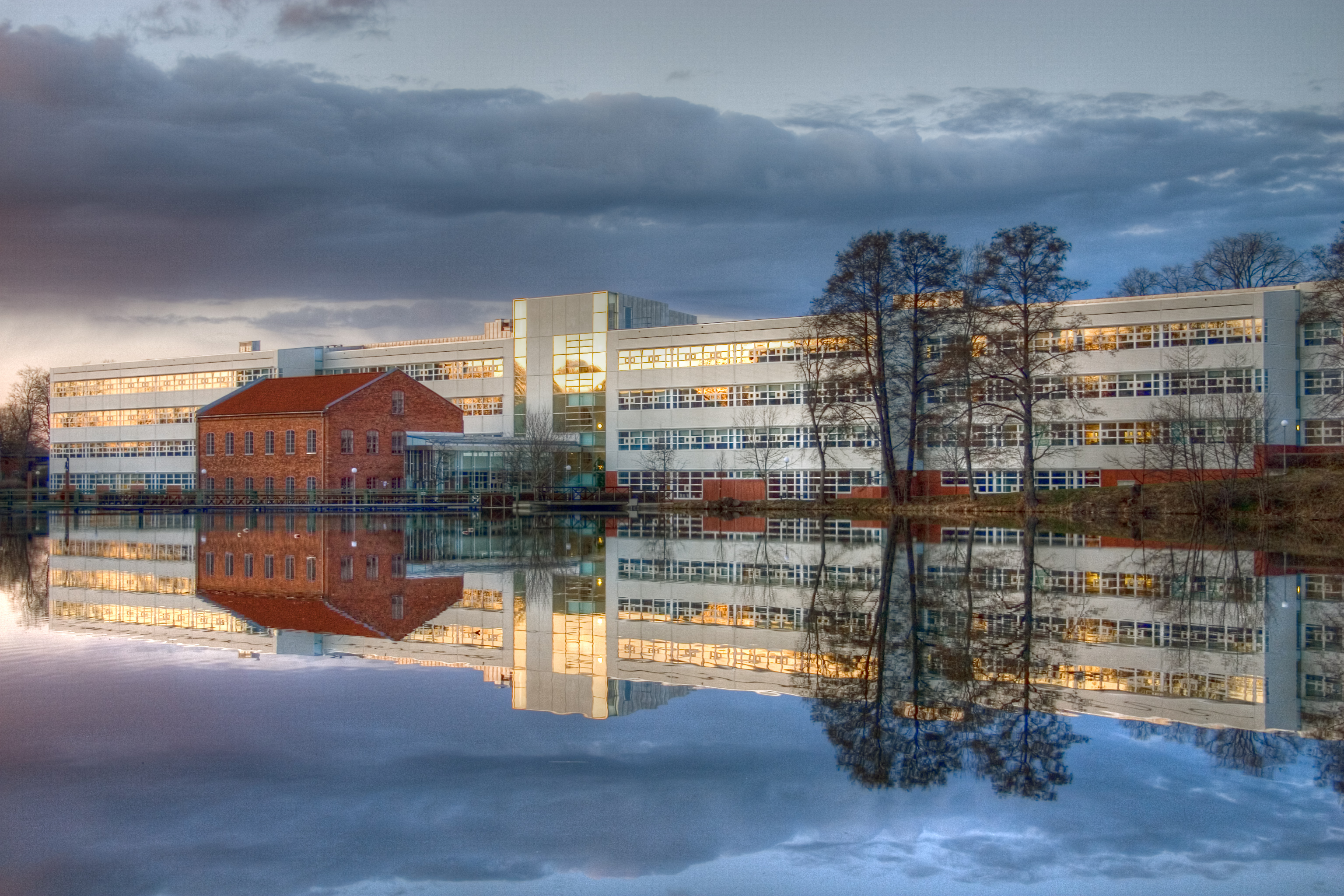
Sede de la compañía de servicios regional, Tekniska Verken, en Stångebro.

Linköping es la sede del Museo del Condado de Östergötland y la Orquesta Sinfónica de Linköping. La ciudad es una de las sedes de los Días Musicales de Östergötland cada verano, y acoge el Festival de Estudiantil de Orquestas en mayo cada dos años. Uno de los coros más notables en Linköping es el Coro de voces masculinas de la Universidad de Linköping.
Cuando el área alrededor de la plaza mayor fue rediseñado en los 60 y muchas casas antiguas fueron destruidas, algunas de ellas fueron desplazadas a Gamla Linköping (Viejo Linköping), en la parte oeste de la ciudad, cerca del campus principal de la universidad. Es un museo viviente y un lugar de visita muy popular tanto para turistas como para residentes.
En la céntrica calle Ågatan se encuentran varios pubs y restaurantes. También allí se encuentran muchas de las discotecas de la ciudad, como Harry's, BK y Platå.

## Deportes
Linköping tiene equipos punteros en voleibol (Team Valla/LiU) y hockey sobre hielo (Linköpings HC). El equipo de hockey se alió con el equipo de fútbol femenino y creó el Linköpings FC, que juega en la división de honor. El equipo ganó la Damallsvenskan, la mayor  división de fútbol femenino, en [2009], 2016 y 2017 y varias veces la Copa de Suecia.
Pero la ciudad sigue careciendo de un equipo de fútbol masculino de categoría con los modestos FC Linköping City y AFK Linköping en la cuarta y quinta división sueca, herederos de los desaparecidos FK Linköping y Linköping FF.

## Industria
Uno de los mayores empleadores en Linköping es Saab que, entre otros productos fabrica los aviones de combate SAAB Gripen y ha fabricado aviones de pasajeros como el SAAB 340. La ciudad también tiene una fuerte presencia de industrias de Tecnologías de la Información como Sectra, Industrial & Financial Systems (IFS), Ericsson y muchas otras.

## Economía
La ciudad también tiene una fuerte presencia en las industrias basadas en tecnología de la información, tales como Sectra, IFS (Sistemas Industriales y Financieras), Motorola, Ericsson, Cambio Salud Systems AB, y muchos otros. Toyota Industries Sweden AB tiene presencia en Linköping, como una de sus filiales, BT Industries, y se encuentra en las cercanías de Mjölby. El Museo de la Fuerza Aérea Sueca se encuentra cerca de la ciudad.

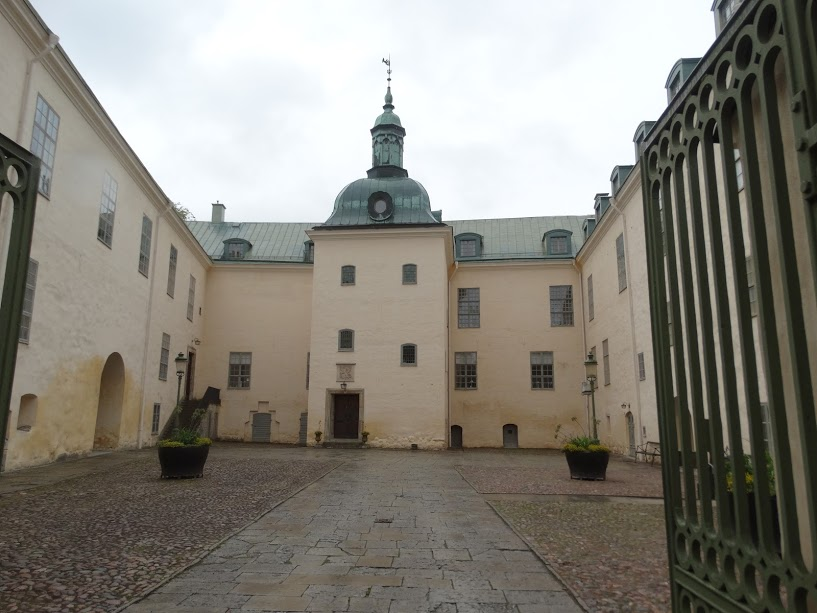
Castillo

## Transporte
La ciudad está situada al sur del lago Roxen (que es parte de los caminos de agua más importantes históricamente como Motala Ström y el Canal Göta) donde la E4, columna vertebral de la carretera de Suecia, que cruza el río Stangan (y un poco kanal). Su situación en la principal línea de ferrocarril que conecta el sur de Estocolmo (<2 horas de distancia) con Malmö y capital danesa de Copenhague (3 horas y media de distancia) contribuye a las excelentes comunicaciones de Linköping. También hay un aeropuerto internacional, Linköping City Airport con conexiones diarias a Ámsterdam (50min 1h) y Copenhague.

## Ciudades hermanadas con Linköping
- Joensuu, Finlandia
- Ísafjarðarbær, Islandia
- Tønsberg, Noruega
- Linz, Austria
- Pietrasanta, Italia
- Kaunas, Lituania
- Oradea, Rumanía
- Cantón, China
- Macau, China
- Estelí, Nicaragua
- Morogoro, Tanzania
- Palo Alto, California, Estados Unidos